# Trąbki (powiat garwoliński)

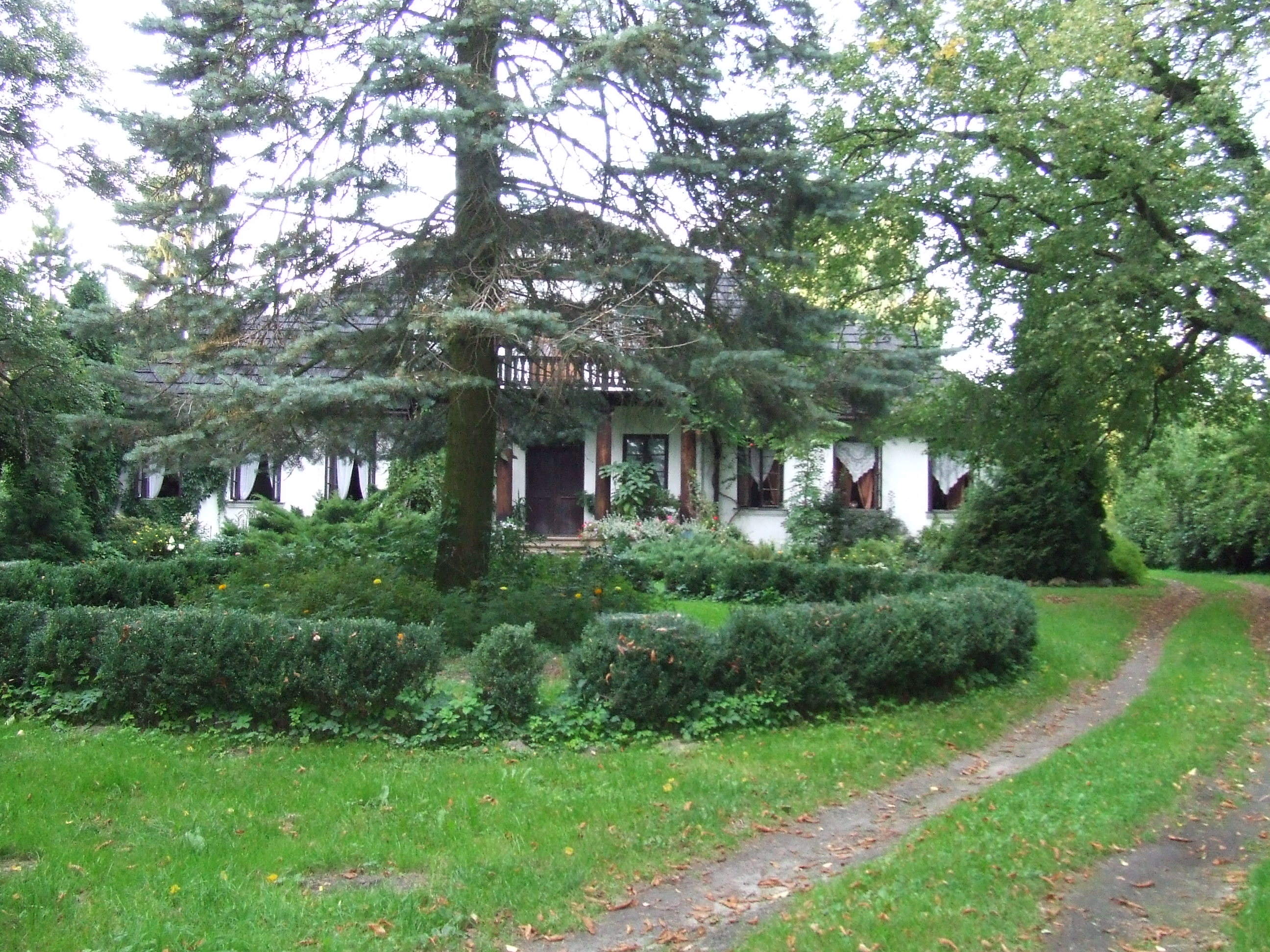
Zabytkowy dwór

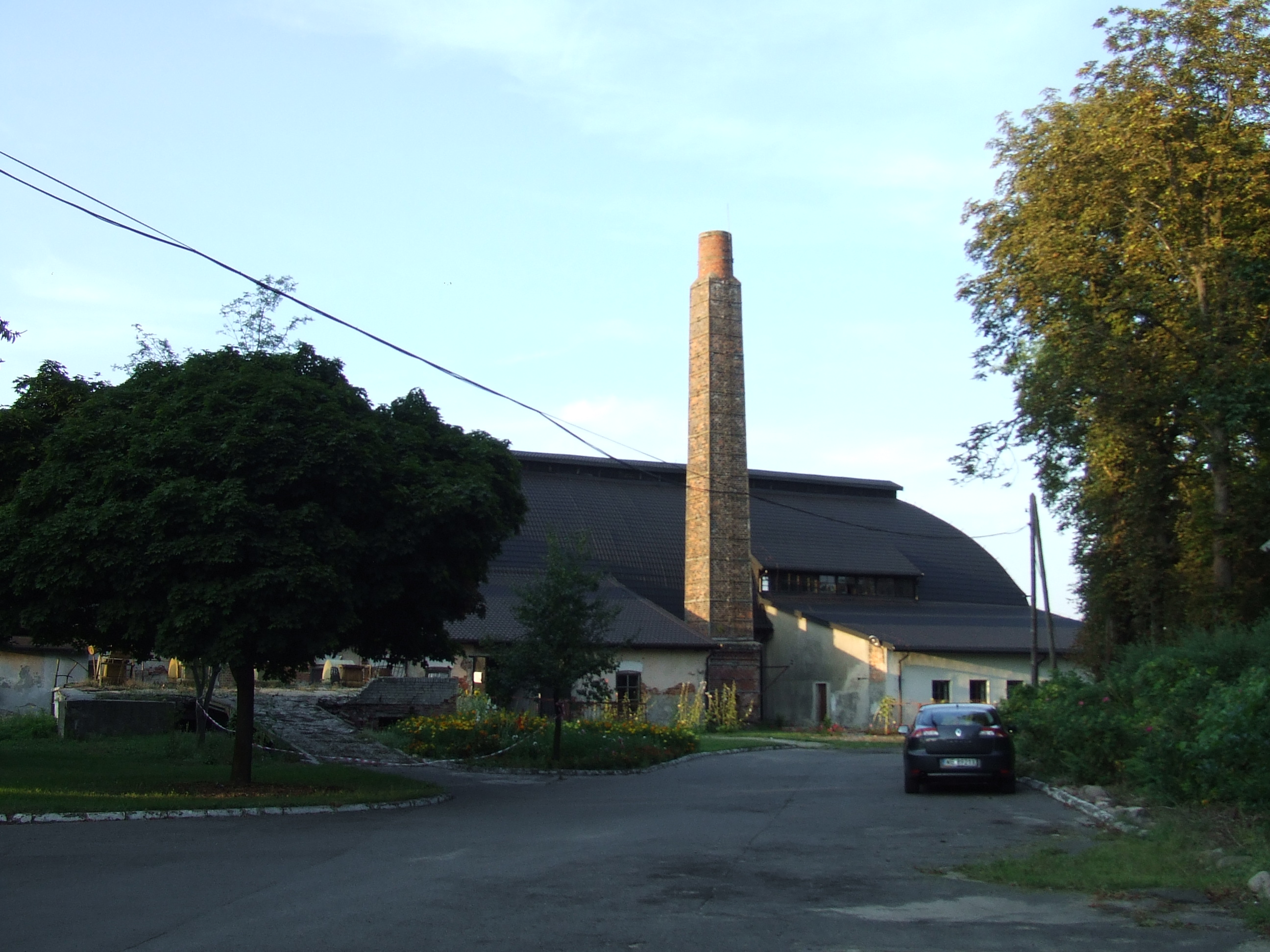
Huta szkła „Czechy”

Trąbki – wieś sołecka w Polsce, położona w województwie mazowieckim, w powiecie garwolińskim, w gminie Pilawa.
W latach 1975–1998 miejscowość położona była w województwie siedleckim.
Wieś szlachecka położona była w drugiej połowie XVI wieku w powiecie garwolińskim  ziemi czerskiej województwa mazowieckiego.
Istnieje tutaj jedna z pierwszych w Polsce hut szkła, założona przez Czecha z pochodzenia Ignacego Hordliczkę w pierwszej połowie XIX wieku. Mieści się tutaj m.in. rzymskokatolicka parafia pw. św. Józefa, szkoła podstawowa imienia Juliana Tuwima, ośrodek zdrowia,oraz filia Miejsko-Gminnej Biblioteki Publicznej w Pilawie. Miejscowy klub sportowy „Hutnik” Huta Czechy został założony w 1946 roku. W sezonie 2022/2023 gra w Lidze Okręgowej Komnet, w grupie Siedlce.

## Części wsi
| SIMC    | Nazwa  | Rodzaj    |
| ------- | ------ | --------- |
| 0684027 | Budy   | część wsi |
| 0684033 | Czechy | część wsi |

## Komunikacja
Przez Trąbki przebiega droga wojewódzka nr 805, a w odległości 1,5 km droga krajowa nr 17 Warszawa – Hrebenne.
Miejscowy przystanek kolejowy Huta Czechy leży na linii kolejowej nr 12 Skierniewice –  Łuków. Od 2004 wskutek wstrzymania ruchu osobowego stacja jest nieczynna.

## Zabytki
- dwór z 1838, nr rej.: 74 z 20.08.1957,
- zespół Huty Szkła Czechy, XIX nr rej.: 436/62 z 22.03.1963 oraz A-366 z 28.12.1984 obejmujący budynek huty szkła (hala produkcyjna), budynek administracji, drewniany dom zarządcy oraz 10 domów robotniczych nr 15-24[10],
- figura św. Jana Nepomucena wzniesiona w 1862 r.[11].